# Затворничка на любовта
Затворничка на любовта (на испански: Prisionera de amor) е мексиканска теленовела, режисирана от Луис Велес и Педро Дамян и продуцирана от Педро Дамян за Телевиса през 1994 г. Сюжетът на теленовелата се базира на радионовелите Ileana и Sacrificio de mujer от кубинската писателка Инес Родена.
В главните роли са Марибел Гуардия и Саул Лисасо, а в отрицателните – Хулиета Егурола, Лорена Меритано, Росарио Галвес, Габриела Голдсмит, Себастиан Лигарде и Фернанда Чангероти.

## Сюжет
Кристина Карбахал е жена, която е изтърпяла несправедлива присъда, тъй като е била погрешно обвинена за смъртта на съпруга си. След десет години, прекарани в затвора, тя излиза за добро поведение. Дъщерите ѝ Карина и Росита, които са били съответно на пет години и една година, когато майка им е била затворена, сега са на 15 и 11-годишна възраст. Те са отгледани от чичото и лелята на баща им - Браулио и Елоиса Монастериос. Монастериос мразят Кристина, тъй като вярват, че тя е отговорна за смъртта на племенника им; те са казали на момичетата, че са сираци.
След като излиза от затвора, Кристина се връща в квартала, където е живяла, и започва работа като икономка с името Флоренсия в къщата на своя адвокат, Хосе Армандо Видал, и съпругата му, Хисела, благородна жена, която има заболяване. Хисела посреща Флоренсия с отворени обятия, започва да я образова, за да може да навлезе във висшето общество, където да си намери добър съпруг.
След няколко месеца Хисела умира, но не преди Хосе Армандо да се влюби в Кристина. Кристина също е влюбена в Хосе Армандо, но тя се интересува повече от това да върне дъщерите си. Борбата обаче е трудна за нея, защото дъщерите ѝ разбират, че майка им е жива и вярвайки, че е убила баща им, те не искат да я видят.
Флоренсия (Кристина) се представя за социален работник, за да се сближи с голямата си дъщеря Карина, която се е превърнала в непокорна млада дама. Междувременно фотограф забелязва необикновената красота на Кристина и публикува някои нейни снимки във вестника с истинското ѝ име. Виждайки я във вестника, дъщерите ѝ я търсят и веднага я приемат за своя майка. Въпреки че Карина е щастлива да живее с нея, Росита е отвратена от скромния живот, който води майка ѝ, и отказва да напусне удобния начин на живот, който има заедно със своите чичо и леля. Въпреки това, чувствайки се пренебрегната от Браулио и Елоиса заради връзката, която поддържа с майка си, тя се съгласява да живее при нея, тъй като дълбоко в себе си винаги е искала да има майка.
Проблемите между Монастериос и Кристина най-накрая се разрешават - Карина се омъжва за братовчед си Алекс, а Кристина - за Хосе Армандо. Малко след това възникват различни проблеми в браковете на майка и дъщеря: Карина напуска съпруга си и се връща да живее с майка си в къщата на Хосе Армандо, а Хосе Армандо започва да обръща внимание на любовницата си, Исаура Дуран, която е обсебена от него до степен да го заплашва. Тя е толкова обсебена от него, че изпуска нервите си, причинявайки пътнотранспортно произшествие, при което умира. След смъртта на Исаура двойката се помирява.
По това време Кристина открива, че е бременна, и ражда сина си Армандито. Двойката е повече от щастлива, но при катастрофа Армандито умира и оставя Кристина травмирана. Тя започва да обвинява съпруга си за смъртта на детето им. Кристина губи разсъдъка си и е приета в психиатрична клиника. Психичната криза на майка си кара Карина да премисли и да потърси подкрепата на съпруга си и двамата се сдобряват.
Месеците минават, а Кристина не показва подобрение. Хосе Армандо започва връзка с Консуело, медицинската сестра, която се грижи за Кристина в болницата. Той оказва натиск над лекарите да обявят Кристина за луда, а бракът им се анулира, след което се жени за Консуело. Междувременно д-р Родриго Миранда много обича Кристина и решава да направи специален опит, чрез който да ѝ помогне да се възстанови. Усилията на лекаря помагат на Кристина да преодолее травмата от смъртта на сина си и тя се връща вкъщи с мисълта, че все още е омъжена за Хосе Армандо. Междувременно Хосе Армандо е в конфликт с чувствата си - той обича Консуело, но все още усеща силата на любовта, която е имал с Кристина.
След подобрението на Кристина, Консуело усеща и вижда конфликта на емоции, който съществува в Хосе Армандо, и тя го изоставя, оставяйки го свободен да се върне при Кристина. В същото време Кристина открива, че Хосе Армандо я е обявил за луда, за да може да се ожени за друга и тя е вбесена. В крайна сметка, след като Кристина открива това предателство от страна на Хосе Армандо, тя се кълне, че никога повече няма да се върне при него, като на практика я се освобождава от веригите, които я свързват с него, и отворя вратата за нова връзка между нея и д-р Миранда.

## Актьори
- Марибел Гуардия - Кристина Карбахал / Флоренсия Рондан
- Саул Лисасо - Хосе Армандо Видал
- Габриела Голдсмит - Исаура Дуран
- Рафаел Баледон - Браулио Монастериос #1
- Едуардо Нориега - Браулио Монастериос #2
- Хулиета Егурола - Флавия Монастериос
- Алберто Инсуа - Гастон Монастериос
- Иран Еори - Елоиса Монастериос
- Карла Алварес - Карина Монастериос
- Херардо Емер - Алекс Монастериос
- Алекс Бьор - Соня Монастериос
- Алиса Велес - Росита Монастериос
- Ариел Лопес Падиля - Федерико Монастериос
- Росарио Галвес - Еухения
- Летисия Калдерон - Консуело
- Едуардо Сантамарина - Д-р Родриго Миранда
- Кармен Амескуа - Хисела Видал
- Родолфо Ариас - Ефрен
- Алваро Карканьо - Паскуал
- Хуан Фелипе Пресиадо - Албино
- Лорена Меритано - Естер
- Фернандо Чангероти - Аугусто Бианки
- Себастиан Лигарде - Херардо Авила
- Хуан Карлос Муньос - Анхел
- Роберто Гутиерес - Освалдо Серано
- Силвия Дербес - Чайо
- Алфа Акоста - Мариана
- Фабиола Кампоманес - Лусила
- Леонардо Гарсия - Оскар
- Мане Маседо - Делия Ескобедо
- Патрисия Мартинес - Еуфемия
- Ирма Торес - Либрада
- Хеорхина Педрет - Лус
- Моника Дионе - Тете
- Серхио Хименес - Д-р Сантос
- Хавиер Гомес - Умберто
- Алма Роса Аньорве
- Беатрис Агире
- Хосе Саломе Брито
- Дионисио
- Барбара Ейбеншуц
- Максимилиано Ернандес
- Клаудия Инчауреги
- Телма Дорантес
- Хосе Амадор
- Кала Руис
- Карлос Агила
- Арасели Арамбула

## Премиера
Премиерата на Затворничка на любовта е на 28 март 1994 г. по Canal de las Estrellas. Последният 85. епизод е излъчен на 22 юли 1994 г.

## Награди и номинации
Награди TVyNovelas (1995)
| Категория                            | Номиниран       | Резултат   |
| ------------------------------------ | --------------- | ---------- |
| Най-добра актриса в отрицателна роля | Хулиета Егурола | Номинирана |
| Най-добра млада актриса              | Карла Алварес   | Номинирана |
| Най-добър млад актьор                | Херардо Емер    | Номиниран  |
| Най-добра детска актриса             | Алиса Велес     | Номиниран  |

## Версии
- В първата си част теленовелата е базирана на радионовелата Ileana от Инес Родена, от която са направени две предишни версии:
  - Iliana (Венецуела, 1977), с участието на Елианта Крус и Жан Карло Симанкас
  - Първа част на Амалия Батиста (Мексико, 1983/84), с участието на Сусана Досамантес и Рохелио Гера
- Във втората си част теленовелата е базирана на радионовелата Sacrificio de mujer от същата писателка, от която са направени следните версии:
  - Първа част на Sacrificio de mujer (Венецуела, 1972), с участието на Дорис Уелс и Раул Амундарай
  - Втора част на Бианка Видал (Мексико, 1983), с участието на Едит Гонсалес и Салвадор Пинеда
  - Втора част на Камила (Мексико, 1998), с участието на Биби Гайтан и Едуардо Капетийо
  - Втора част на Любов без граници (Мексико, 2006), с участието на Кариме Лосано и Валентино Ланус